# Ковалик Василь Степанович
Васи́ль Степа́нович Кова́лик (1991—2014) — старший солдат, Збройні сили України, учасник російсько-української війни.

## Життєпис
Василь Ковалик народився 28 жовтня 1991 року в селі Яблунівка Буського району Львівської області. Закінчив 9 класів загальноосвітньої школи села Яблунівка, у 2011 році — Технологічний коледж Національного лісотехнічного університету України міста Львів.
У 2011—2012 роках проходив строкову військову службу в 31-му окремому полку зв‘язку і управління Повітряних Сил Збройних Сил України (військова частина А0799, місто Київ).
В часі війни від весни 2014-го — старший радіотелефоніст, 24-а окрема механізована бригада.
Загинув під час обстрілу з установки «Град» бойовиками близько 4:30 ранку 11 липня 2014-го українського блокпосту біля Зеленопілля.
18 липня ідентифіковане тіло привезене до Львова. Похований в Яблунівці.
Без Василя лишились батьки та сестра.

## Нагороди
За особисту мужність і героїзм, виявлені у захисті державного суверенітету та територіальної цілісності України, вірність військовій присязі під час російсько-української війни
- нагороджений орденом «За мужність» III ступеня (26.2.2015, посмертно).